# Tudou
Tudou(중국어 간체자: 土豆网, 정체자: 土豆網, 병음: Tǔdòu Wǎng)는 중국의 동영상 공유 사이트이다.
2005년 4월 15일에 서비스를 시작했다. 공식 사이트에 따르면, 시청자는 하루에 1억 이상이며, 하루에 게시되는 동영상 수는 4만개 이상이다. 2012년 3월 요쿠와 합병 통합되어 요쿠 투도우로 되었다.

## 같이 보기
- 56.com
- 대안언론
- 인터넷 밈 목록
- UCC
- 유쿠